# UTAH
UTAH er et dansk indie-, rockband.
Bandet er dannet i 2002 i Skanderborg

## Medlemmer
UTAH er Jesper Both Pedersen, Søren Zahle Schou, Jesper Jakobsen, Thomas Alstrup og Anders Rønne

## Diskografi
Strength in Numbers 2007